# Honda RC100
Vous lisez un « article de qualité » labellisé en 2019.
Chronologie des modèles (1991-1996)
Honda RA302 Honda RA099
La Honda RC100 et ses dérivées RC101 et RC101B sont des prototypes de monoplace de Formule 1 conçus, entre 1991 et 1996, par les jeunes ingénieurs du département recherche et développement de Honda ; elles sont destinées à offrir un nouveau défi technique aux ingénieurs du constructeur japonais qui s'investissent dans ce projet en dehors de leur temps de travail.
En 1991, Honda développe la Honda RC100, mue par un moteur V12 Honda, dont le châssis est inspiré de celui de la McLaren MP4/6. Comme les essais en soufflerie ne donnent pas satisfaction aux jeunes ingénieurs de Honda, ils décident d'améliorer leur prototype en reprenant l'architecture de la Footwork FA13 de 1992 et en le dotant d'un moteur puissant. Présentée à la presse spécialisée en février 1992, la nouvelle RC101B est testée par Nobuhiko Kawamoto, le président de Honda, avant d'être à nouveau modifiée puis testée par Satoru Nakajima sur le circuit de Suzuka.
La RC101 évoluée est présentée au public en janvier 1994, en même temps que la RC101B, qui répond alors à la réglementation technique en vigueur en 1994. L'avant de la RC101B est inspiré de la Benetton B193 et elle est propulsée par un moteur V10 Mugen-Honda. Les changements de réglementation technique décidés après les accidents mortels de Roland Ratzenberger et d'Ayrton Senna au Grand Prix de Saint-Marin 1994 poussent les ingénieurs de Honda à faire évoluer la RC101B jusqu'en 1996.

## Contexte et développement

### Honda, un constructeur engagé en Formule 1 dans les années 1960
Soichiro Honda, président-fondateur éponyme de la marque automobile déjà réputée mondialement pour ses motos, rêve que l'une de ses voitures devienne un jour championne dans une catégorie mondiale de sport automobile. Il décide de se lancer en Formule 1, un sport automobile alors centré sur l'Europe et que les Japonais connaissent mal, pour promouvoir son offensive sur le marché de l'automobile. Afin de se préparer, le constructeur acquiert un moteur Climax de 2,5 litres pour l'étudier en vue de construire son propre moteur. Dans un premier temps, Honda souhaite se lancer en Formule 1 en tant que motoriste ; des contacts sont noués avec Lotus, l'une des meilleures écuries du plateau. Alors que le projet Lotus-Honda apparaît comme très avancé, Colin Chapman rompt soudainement les négociations au début de l'année 1964. En conséquence, Honda décide de concevoir son propre châssis. Les employés du Honda Research Center, à l'origine de la Honda RA271 équipée d'un moteur V12, sont en effet persuadés que leur création est capable de remporter des Grands Prix,,.
En 1964, la Honda RA271 pilotée par Ronnie Bucknum ne termine aucun des quatre Grands Prix auxquels elle est engagée. L'année suivante, deux Honda RA272 sont engagées en championnat, ce qui met le personnel de l'équipe japonaise à rude épreuve. Néanmoins, il réussit à tirer profit du système d'injection de carburant de la RA272 durant le Grand Prix du Mexique, disputé sur le circuit de Mexico, situé en altitude : Richie Ginther remporte la première victoire en Formule 1 de l'Histoire de Honda,.
En 1966, la RA273, évolution de la RA272, s'avère peu fiable. En 1967, Honda sous-traite à l'entreprise britannique Lola Cars la conception d'un châssis de Formule 1 pour remplacer la RA273, beaucoup trop lourde avec 743 kg, par un châssis plus léger. À partir d'une monoplace destinée à courir en championnat USAC, Lola développe la Honda RA300, de 600 kg seulement,. La monoplace, surnommée « Hondola » par la presse spécialisée de l'époque, fait forte impression dès sa première apparition en course à Monza lors du Grand Prix d'Italie puisque John Surtees remporte la seconde victoire de Honda en Formule 1. Honda et Lola mettent un terme à leur partenariat en 1968 et la firme japonaise développe seule la RA301 dont les problèmes récurrents de fiabilité poussent Honda à interrompre la « première phase de son implication en Formule 1 » et à quitter la discipline cette même année,.

### Un motoriste victorieux dans les années 1980
Il faut attendre 1983 pour que Honda revienne en Formule 1, mais uniquement en tant que motoriste. En effet, les commentaires cyniques des spécialistes de la discipline arguant que les « Hondola » n'étaient pas de véritables châssis construits par Honda, poussent les Japonais à se focaliser sur la fourniture de moteurs à des équipes clientes. Honda s'associe à la modeste écurie Spirit Racing en équipant ses monoplaces d'un moteur V6 turbocompressé qui n'est qu'une simple évolution d'un moteur victorieux en Formule 2 au début des années 1980.
Honda, dont les ambitions en Formule 1 se font de plus en plus grandes, se tourne ensuite vers Williams F1 Team. Après trois années de montée en puissance, Honda, produit l'un des meilleurs moteurs du plateau et permet à Williams de remporter le championnat du monde des constructeurs en 1986 et en 1987. De 1988 à 1992, Honda s'associe à McLaren qui remporte quatre championnats des constructeurs, de 1988 à 1991. En tant que motoriste, entre 1984 et 1992, Honda remporte 68 Grands Prix, dont deux avec l'écurie Lotus, qu'elle n'équipait pourtant que d'anciennes versions de moteurs fournis à Williams en 1987 et 1988,.
Nobuhiko Kawamoto, le président de Honda de l'époque, déclare que, malgré le succès rencontré avec McLaren, l'écurie britannique n'a jamais compris la motivation qui poussait le motoriste japonais à s'engager en Formule 1 : si McLaren avait pour objectif de remporter des championnats, Honda préférait développer et améliorer sa technologie. Cette différence de philosophie et le fait que la Formule 1 permet à Honda de ne s'adresser qu'à un public majoritairement européen, pousse Honda à mettre un terme à « sa deuxième phase d'implication en Formule 1 » à l'issue de la saison 1992 pour s'engager, en 1994, toujours en tant que motoriste, dans le championnat américain CART, les États-Unis représentant un meilleur marché pour l'entreprise.

## 1991: la Honda RC100 ou RC-F1 1.0X

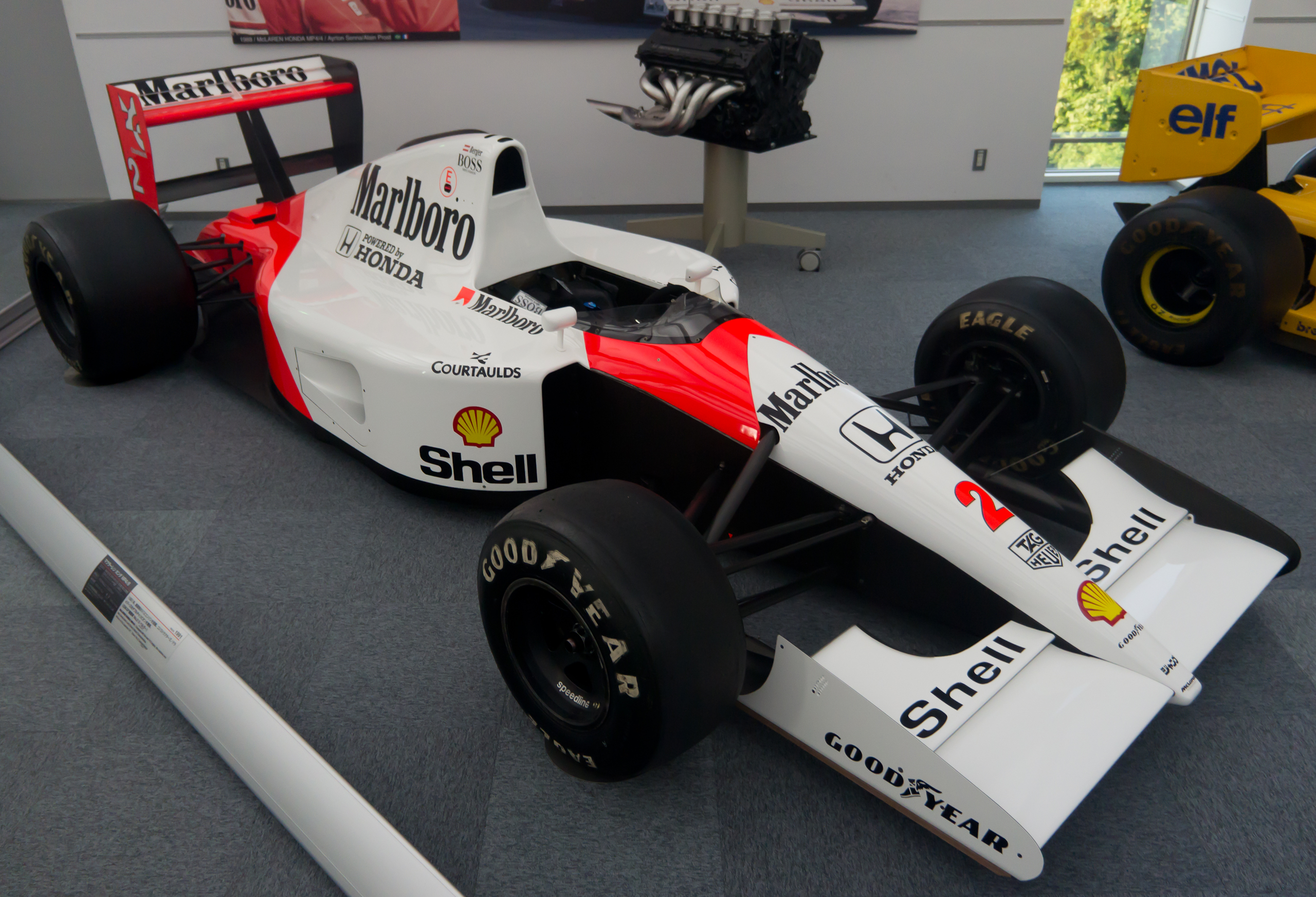
Le design de la Honda RC100 est très ressemblant à celui de cette McLaren MP4/6.

Nobuhiko Kawamoto estime que la longue domination de son entreprise avec son moteur V12 a fait que la Formule 1 ne représentait plus un véritable défi technologique pour ses ingénieurs. Pour renforcer leur motivation et rendre hommage à Soichiro Honda, alors décédé, une étude sur la construction d'une monoplace de Formule 1 est engagée dès 1991 sous la direction de Ken Hashimoto et Keinosuke Taki, respectivement chef de projet et responsable du développement de Honda R&D à Tochigi, en partenariat avec l'Université de technologie de Tokyo et l'école d’ingénierie de l'Université nationale de Yokohama, où sont formés les jeunes ingénieurs du constructeur japonais. Ceux-ci mènent ce projet, financièrement soutenu par Honda, en dehors de leurs heures de travail : il ne s'agit donc pas d'un projet officiel,,,.

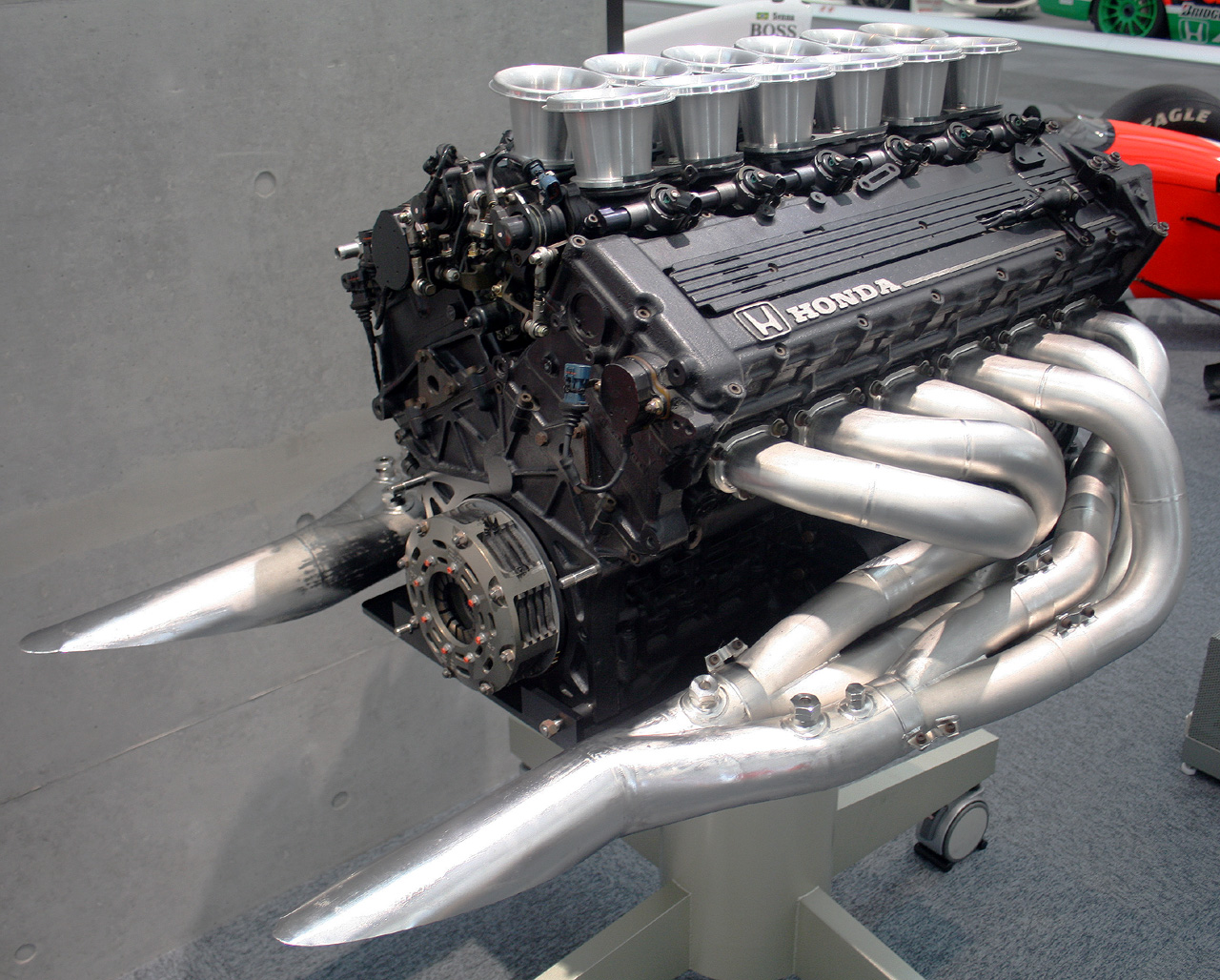
Le moteur V12 RA121 de 3,5 litres qui équipe la Honda RC100.

N'ayant pas à leur disposition les données concernant les monoplaces de Formule 1 en compétition en 1991, les ingénieurs de Honda conçoivent la monocoque en fibre de carbone et les suspensions de leur monoplace, baptisée RC100 (ou Honda RC-F1 1.0X, châssis RC1-203) à l'aide de l'analyse de leurs calculs en ingénierie. La monoplace ressemble à la McLaren MP4/6 par la forme de son châssis, de son aileron avant et par l'utilisation d'une suspension à poussoirs. Elle est équipée d'une boîte de vitesses séquentielle à six rapports produite par Honda et du moteur V12 RA121 de 3,5 litres (l'un des plus puissants du plateau avec 710 chevaux à 13 000 tours par minute) qui équipait les MP4/6. La RC100, recouverte d'une peinture blanche (elle est alors surnommée le « corbeau blanc » par ses ingénieurs) est volontairement assimilée à une monoplace de Formule 3000 pour ne pas éveiller les soupçons des spécialistes de la Formule 1 sur les projets de Honda. Les essais en soufflerie ne donnent pourtant pas satisfaction au constructeur japonais et le projet est alors divulgué dans un article du quotidien japonais The Japan Times en février 1992, dans lequel des étudiants en ingénierie présentent avec enthousiasme les plans du prototype,,,.

## 1992-1993: la Honda RC101 ou RC-F1 1.5X

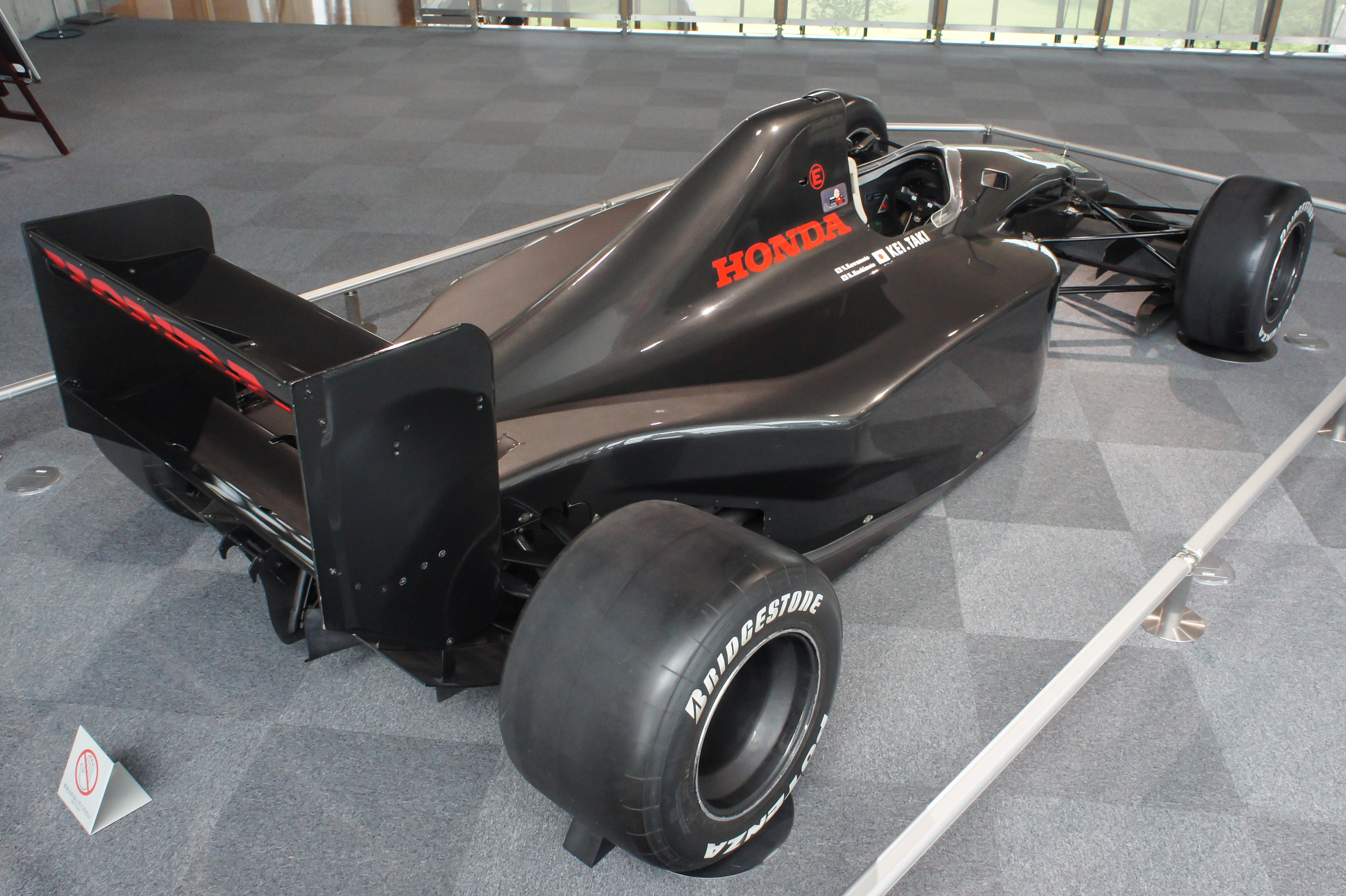
Vue arrière de la Honda RC101, exposée au Honda Collection Hall.

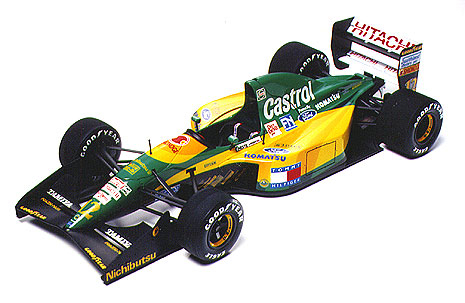
La Lotus 107…

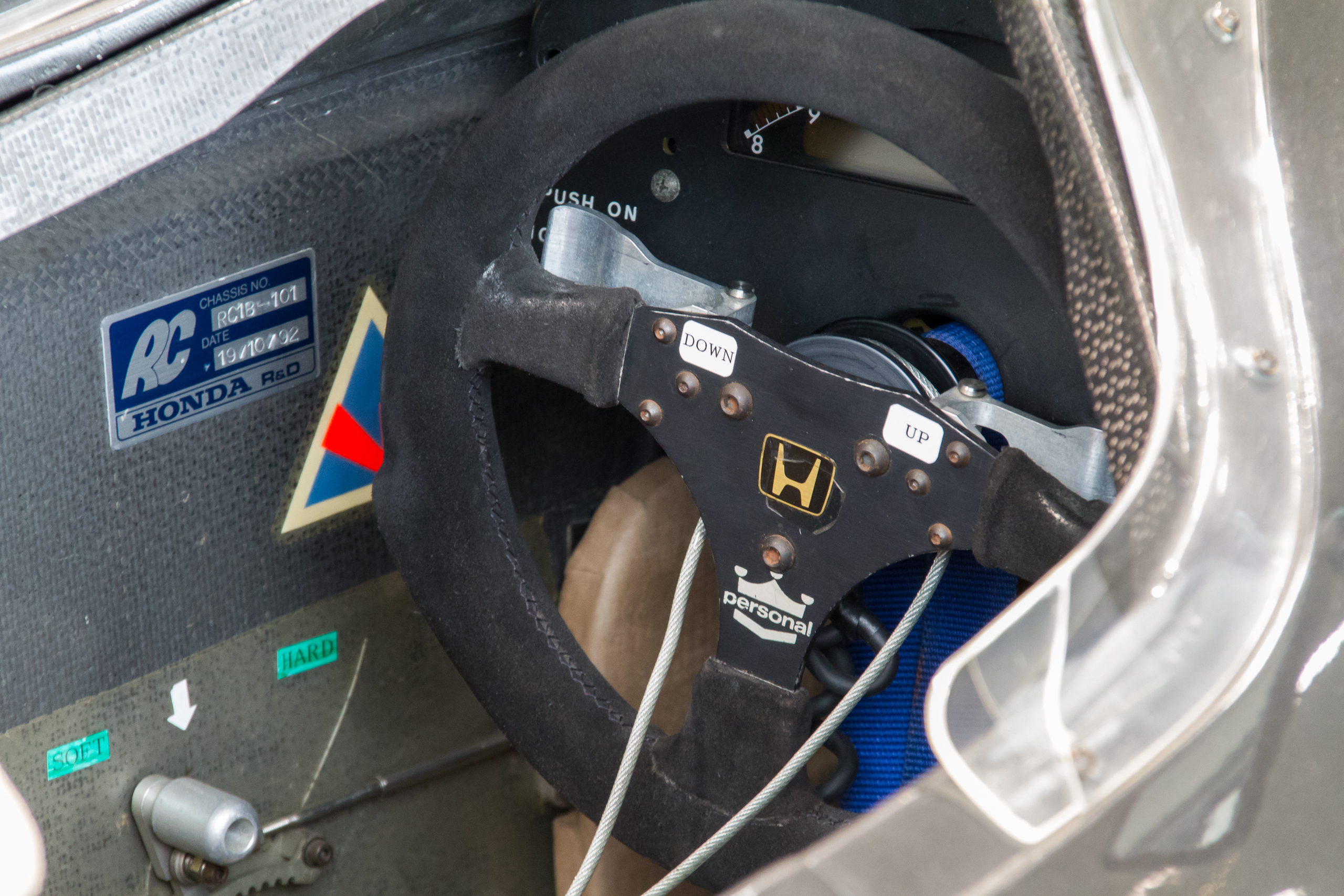
Le cockpit et le volant de la RC101.

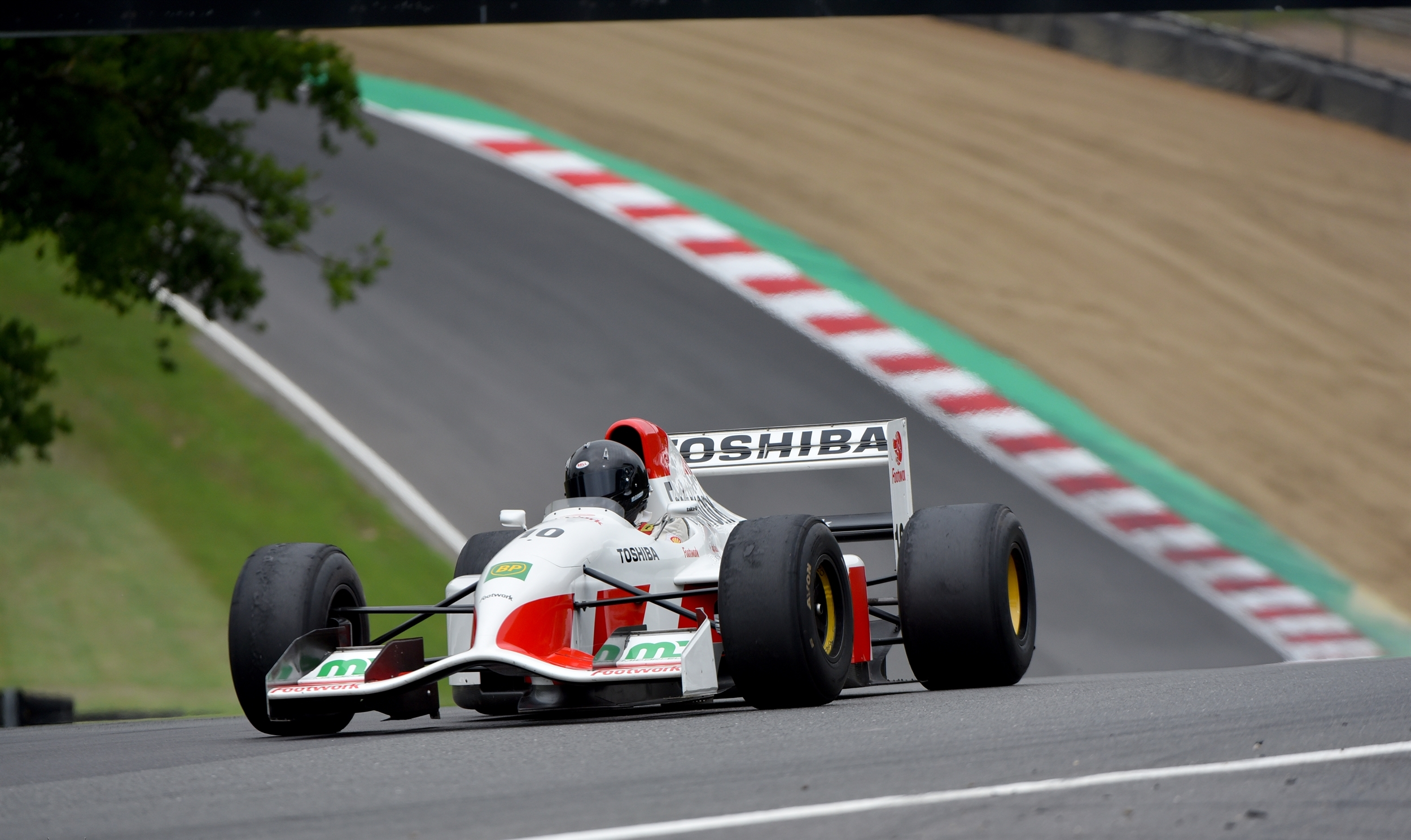
…la Footwork FA13…

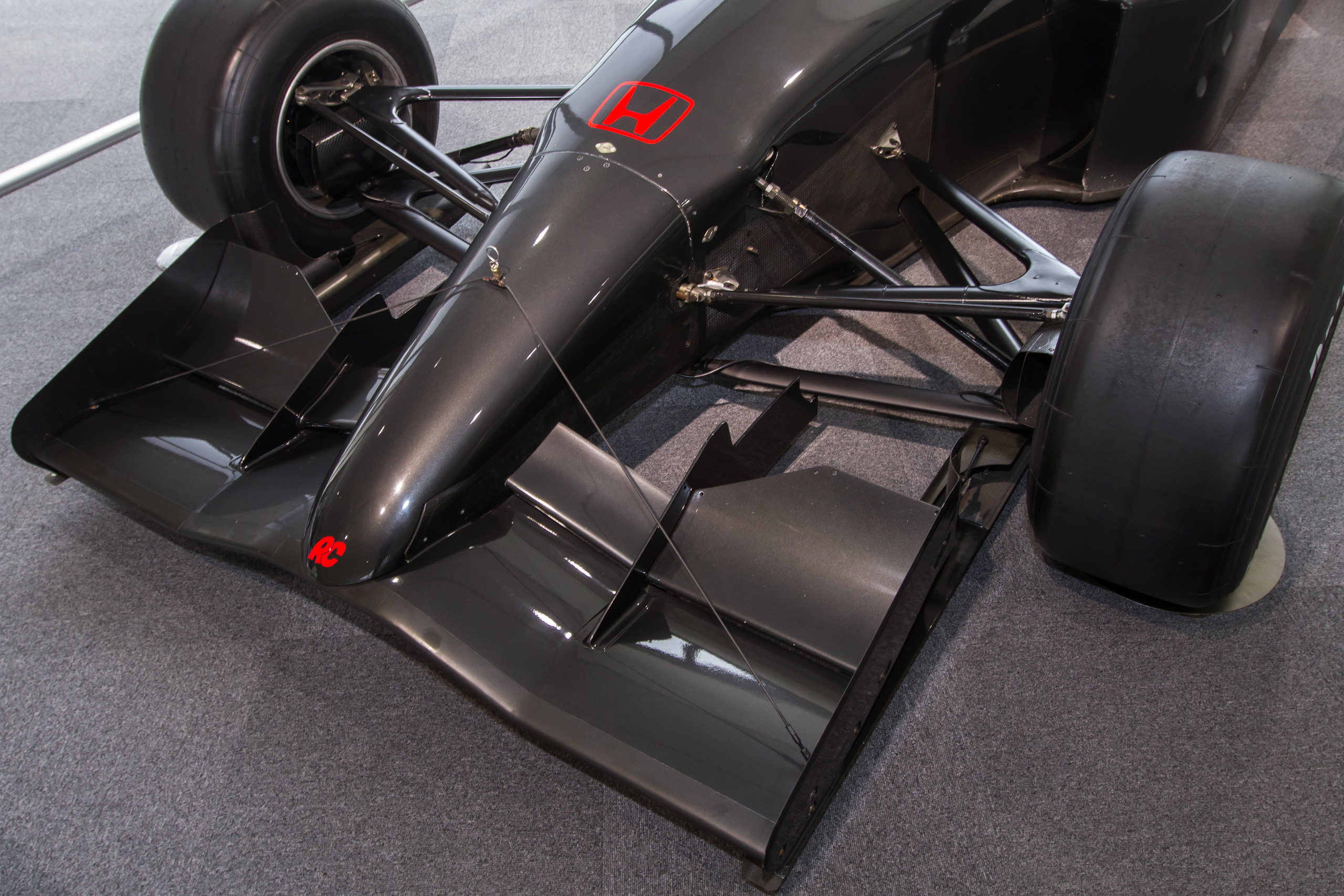
Le dernier aileron avant de la RC101 est inspiré de celui de la Williams FW15C.

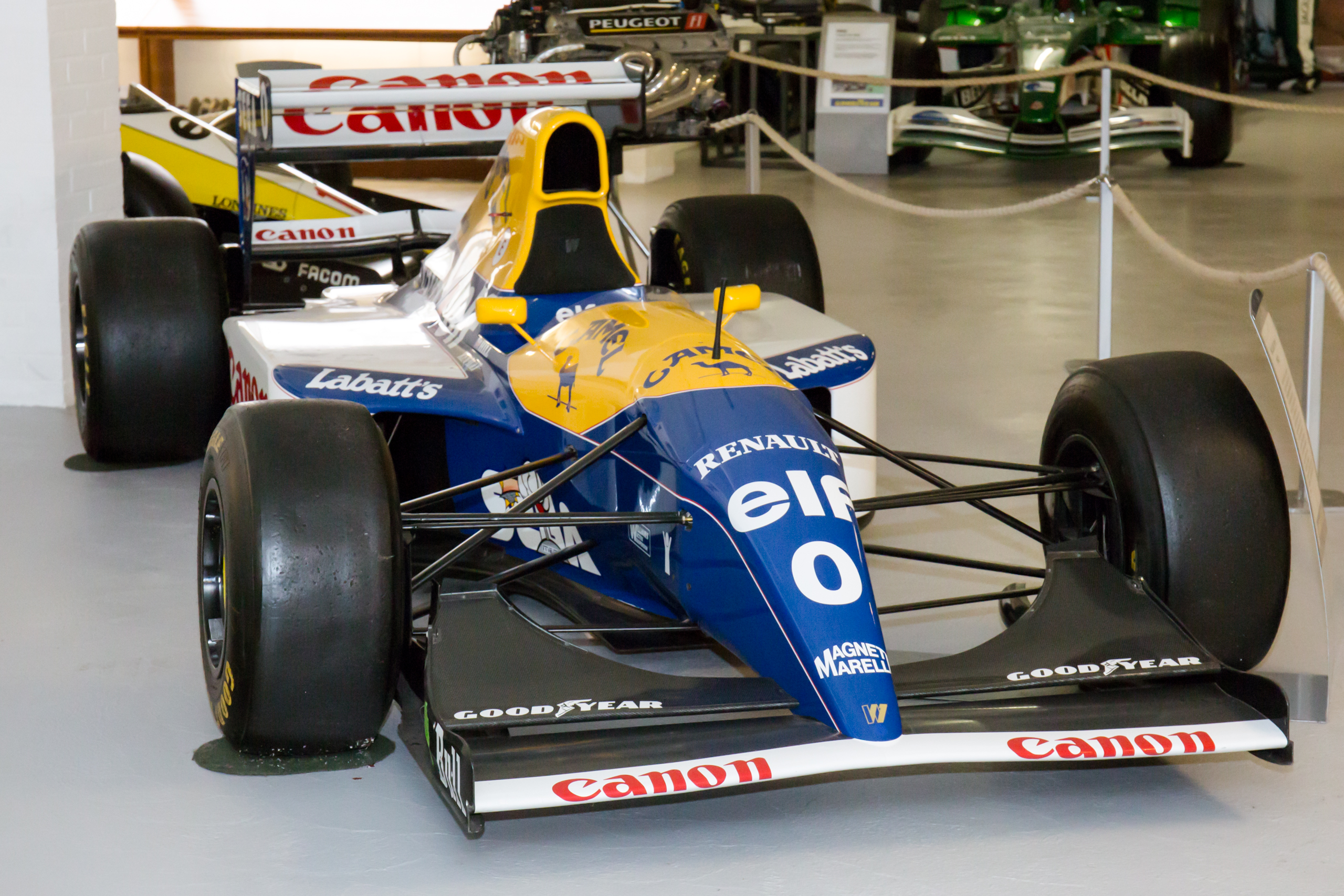
…et la Williams FW15C, trois sources d'inspiration pour le design de la Honda RC100.

Dès le milieu de l'année 1992, les jeunes ingénieurs Honda R&D retravaillent le châssis RC101 pour lui apporter des améliorations et le mettre en conformité avec la nouvelle réglementation technique en vigueur en 1993. Toute l'aérodynamique est repensée et la nouvelle monoplace, baptisée RC101B (ou RC-F1 1.5X, châssis RC1B-101), s'inspire désormais fortement de la Lotus 107 et de la Footwork FA13 ; Footwork Racing est par ailleurs motorisée, en 1992, par Mugen Motorsports, une société dirigée par Hirotoshi Honda (le fils de Soichiro Honda) qui assure le suivi des anciens moteurs Honda utilisés par McLaren la saison précédente,. La RC101B, d'une masse de 510 kilogrammes, est équipée d'une boîte de vitesses séquentielle semi-automatique à six rapports en titane, conçue en interne. Elle est mue par un moteur V12 RA122 de 3,5 litres qui équipe les McLaren MP4/7A et développe 770 chevaux à 14 500 tours par minute.
La RC101B se distingue des monoplaces du championnat du monde de Formule 1 par l'arrière de ses pontons latéraux, dont l'architecture sera reprise par la Williams FW15C en 1993, l'absence de suspensions actives (une technologie qui a permis à Williams F1 Team de remporter le titre des constructeurs) et l'utilisation de pneumatiques Bridgestone destinées aux monoplaces de Formule 3000. Ces choix sont justifiés par les contraintes budgétaires du projet et par la volonté de se conformer à la réglementation technique de 1993, qui impose désormais d'utiliser des pneumatiques d'une largeur de 15 pouces contre 18 en 1992,.
En octobre 1992, Nobuhiko Kawamoto, le président de Honda, admet publiquement l'existence d'une monoplace de Formule 1 produite par son entreprise et la RC101B est présentée à une partie de la presse spécialisée en février 1993. À  Tochigi, puis sur le circuit de Suzuka, propriété du constructeur japonais, Kawamoto lui-même teste la monoplace, ce qui alimente les rumeurs d'un retour en Formule 1 à partir de 1994. En mars 1993, la RC101 passe, avec succès, un crash test homologué par la Fédération internationale de l'automobile,, permettant à la RC101 d'être engagée en Grand Prix. Si aucune information concernant les performances n'a jamais été communiquée, les ingénieurs ayant travaillé sur ce projet estiment qu'il y avait 80 % de chances pour que la RC101 marque régulièrement des points en championnat du monde en 1993,,.
Les étudiants en aérodynamique de l'Université nationale de Yokohama apportent des modifications au châssis RC101, notamment en remplaçant le nez et l'aileron avant inspirés de la Footwork FA13 par leurs équivalents équipant la Williams FW15C,. La monoplace modifiée est testée à Suzuka par Satoru Nakajima, le protégé de Honda, présent en Formule 1 entre 1987 et 1991. En janvier 1994, une séance d'essais à Suzuka est ouverte au public afin de dévoiler les travaux de Honda. La RC101, présentée dans une livrée noire, le carbone utilisé pour construire la voiture n'ayant pas été peint, est surnommée le « corbeau » par la presse spécialisée,.

## 1994-1996: la Honda RC101B ou RC-F1 2.0X

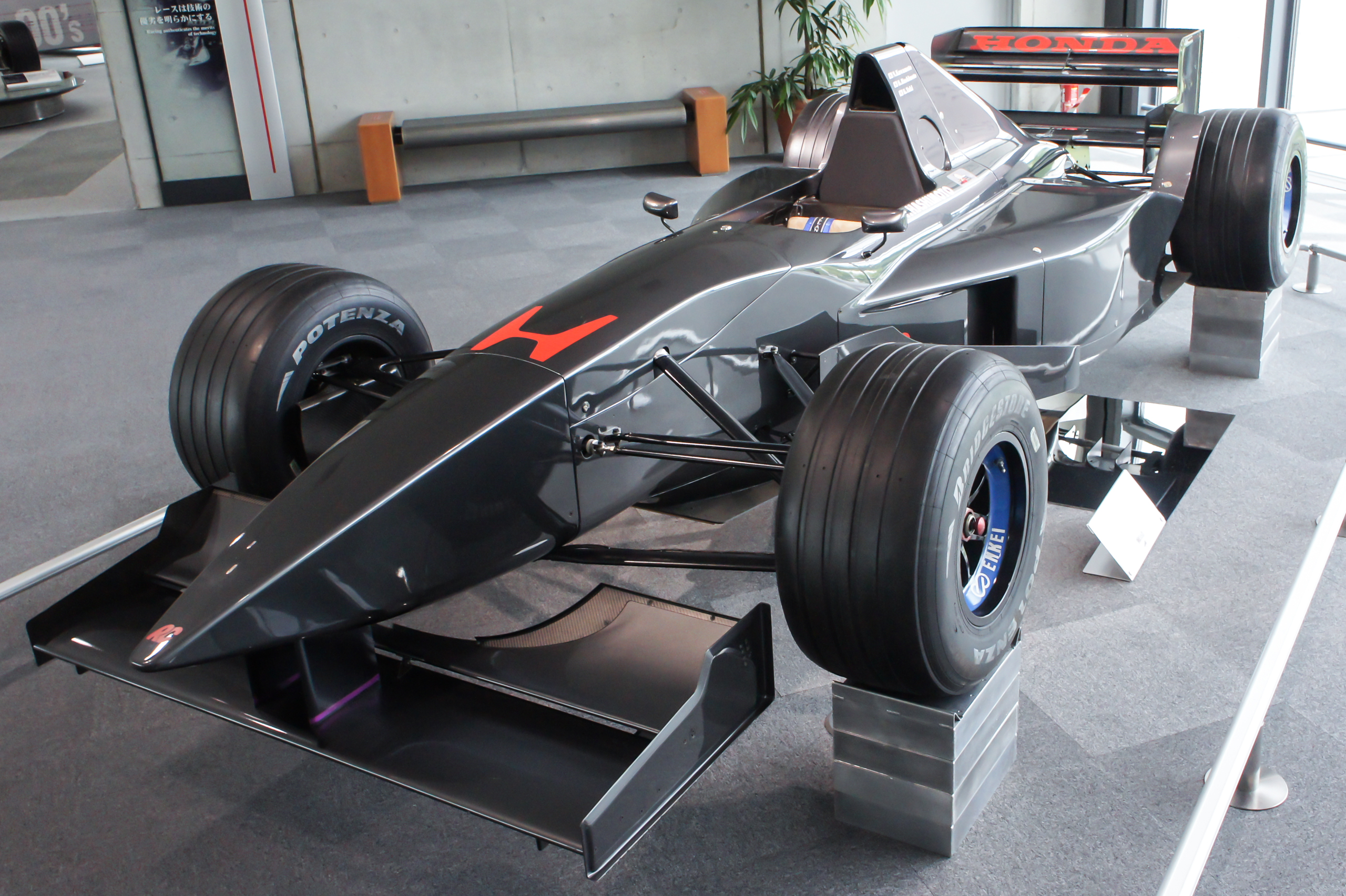
La Honda RC101B, exposée au Honda Collection Hall.

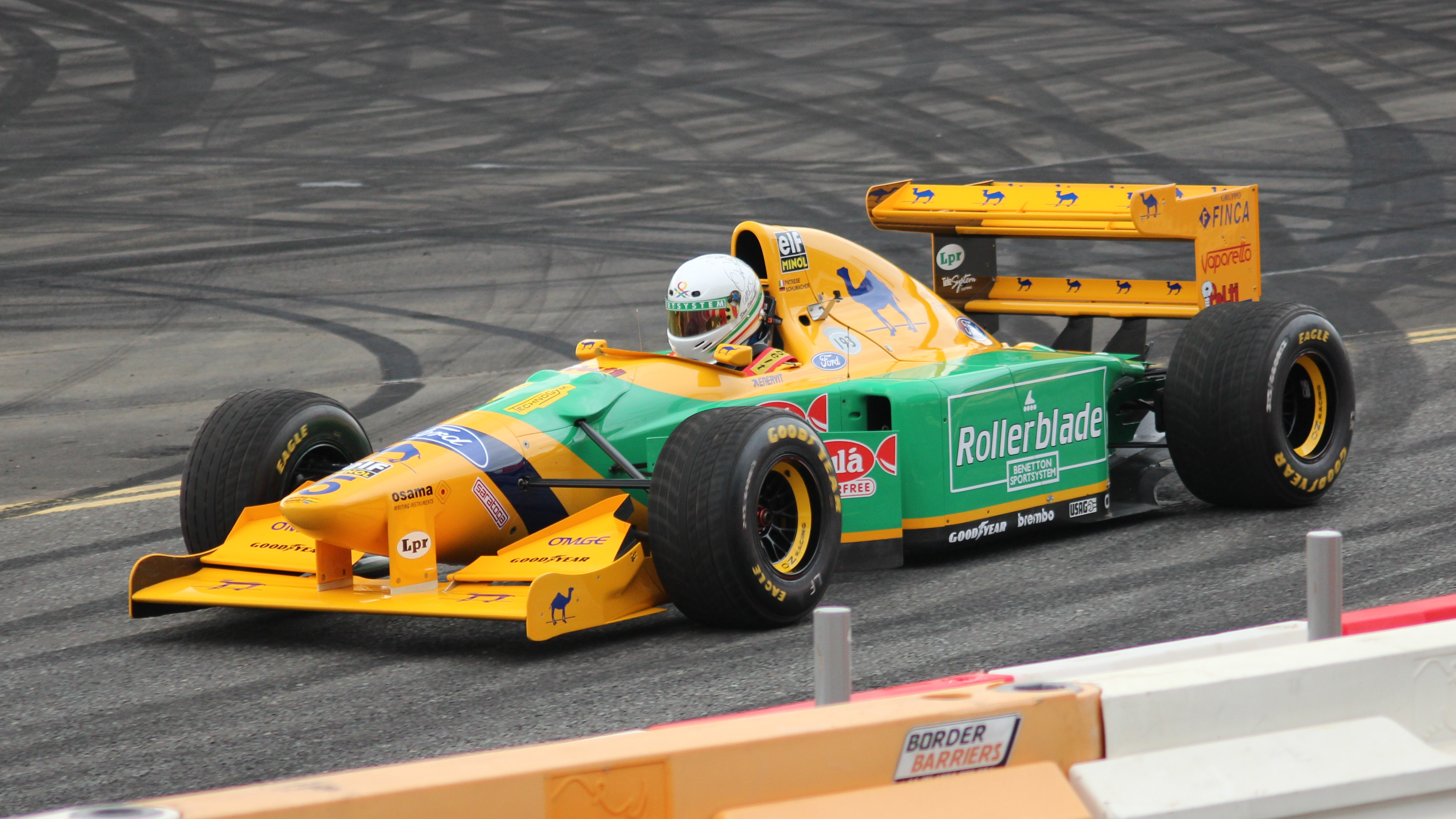
La Honda RC101B s'inspire en partie de cette Benetton B193.

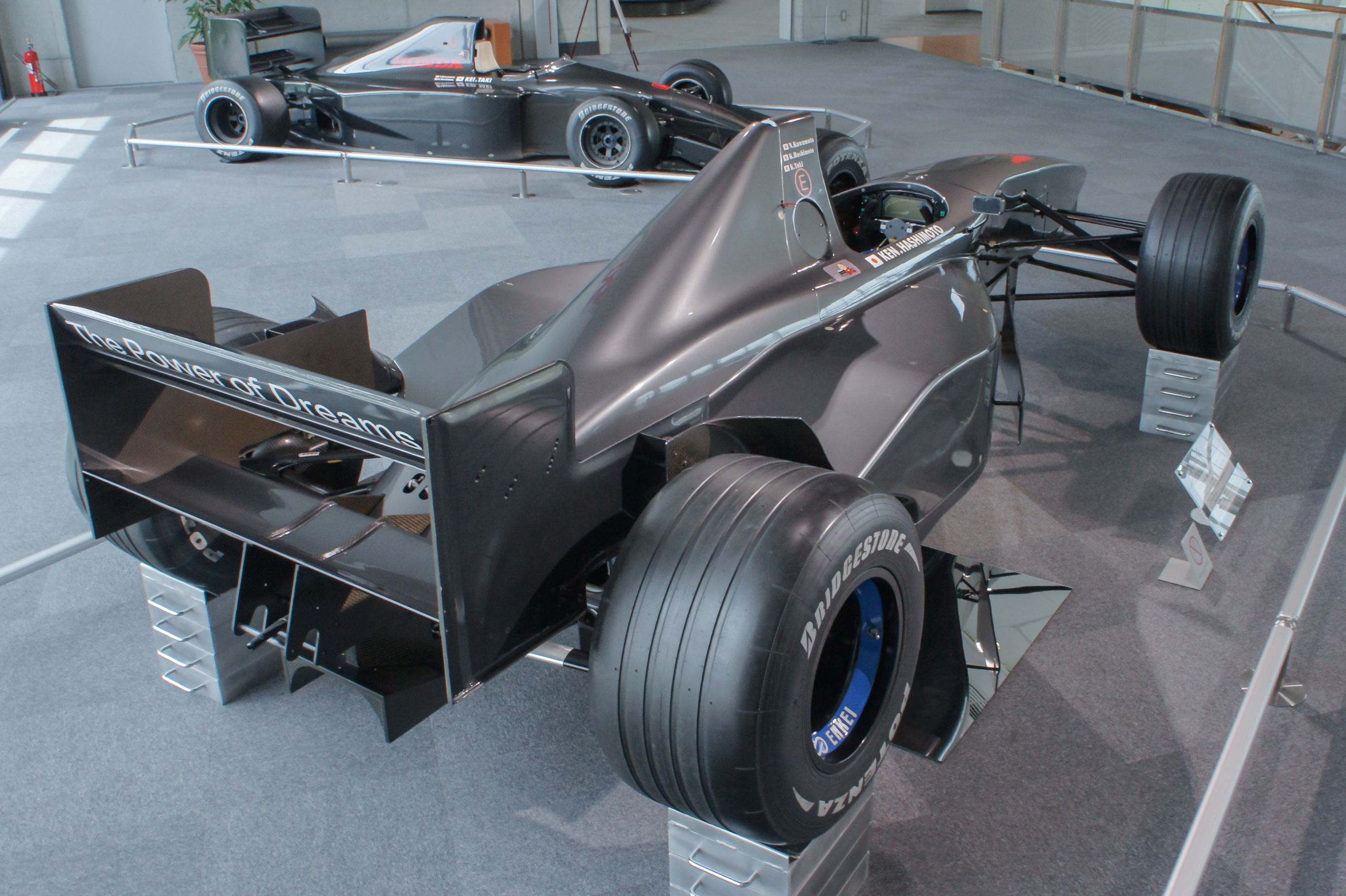
Vue arrière de la RC101B, exposée au Honda Collection Hall.

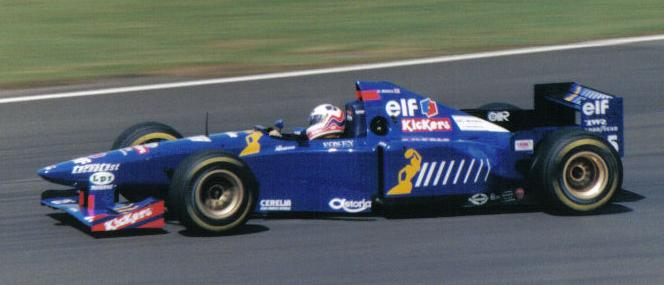
La Honda RC101B dispose du moteur qui propulse cette Ligier JS41.

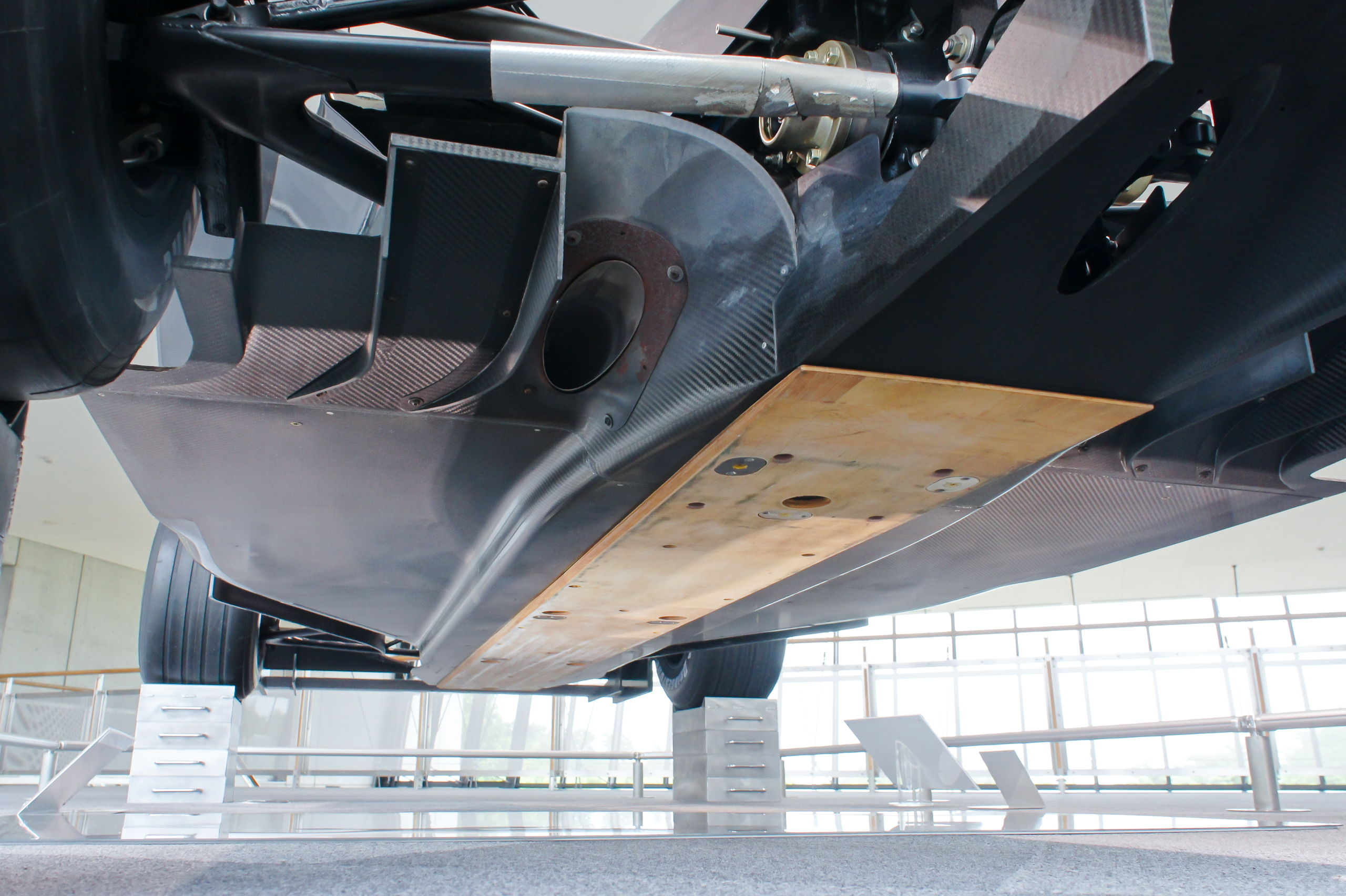
Le fond plat de la RC101B respecte le règlement technique en vigueur en 1995.

Alors que la RC101 est présentée à Suzuka en janvier 1994, les observateurs la délaissent, après à peine une quinzaine de minutes, pour s'attarder sur la RC101B (ou RC-F1 2.0X, châssis RC2-001), dévoilée simultanément,.
En effet, cette dernière, plus fine que sa devancière, a la particularité d'être conforme à la réglementation technique en vigueur en 1994 et se distingue par son museau surélevé, inspiré de la Benetton B193. Les moteurs V12 étant désormais obsolètes en Formule 1 car trop volumineux et gourmands en carburant, la RC101B est dotée d'un moteur V10 Mugen-Honda MF-351H, inspiré du moteur V12 Honda RA101E de 1989 et développant 710 chevaux à 13 500 tours par minute, déjà utilisé par la Footwork FA13 de 1992,. La RC101B est équipée de suspensions à poussoirs et à triangulation, tandis que son empattement et sa longueur semblent plus courts que ses prédécesseurs.
Les accidents mortels de Roland Ratzenberger et d'Ayrton Senna au Grand Prix de Saint-Marin 1994 ont poussé la FIA à modifier rapidement la réglementation technique, ce qu'Honda a mis immédiatement en application avec la conception de sa RC101B. La monoplace se voit successivement dotée de plaques à l'extrémité de l'aileron avant puis de trous dans le capot moteur tandis que la taille du diffuseur arrière est réduite afin de réduire l'efficacité aérodynamique de la monoplace. Le fond plat adopte un système de « fond dégradé » qui introduit une section centrale surélevée munie d'un patin de bois composite de dix millimètres (skid plate) pour réduire l'effet de sol généré par le flux d'air passant sous le châssis ; la hauteur de caisse est plus élevée afin de réduire la vitesse de la monoplace. Enfin, la motorisation est également mise en conformité avec la réglementation en vigueur en 1995 puisque le moteur V10 Mugen-Honda MF-301H, de désormais trois litres de cylindrée et qui équipe la Ligier JS41, développe 670 chevaux à 13 500 tours par minute. Enfin, la RC101B est équipée des pneumatiques rainurés imposés par la réglementation technique de 1998. La monoplace fait ses derniers tours de roue en 1996,,.

## Devenir des monoplaces
Initialement vouées à être détruites, la RC101 et la RC101B dans sa configuration de 1996 (elle n'a alors jamais été présentée au public) sont exposées, depuis 2002, dans le Honda Collection Hall, sur le circuit de Twin Ring Motegi, propriété du constructeur japonais,.
D'après Nobuhiko Kawamoto, la détermination des jeunes ingénieurs à l'origine des monoplaces RC100 a poussé Honda à envisager un retour en Formule 1 en tant que constructeur en 1999.